# Philips (platenlabel)

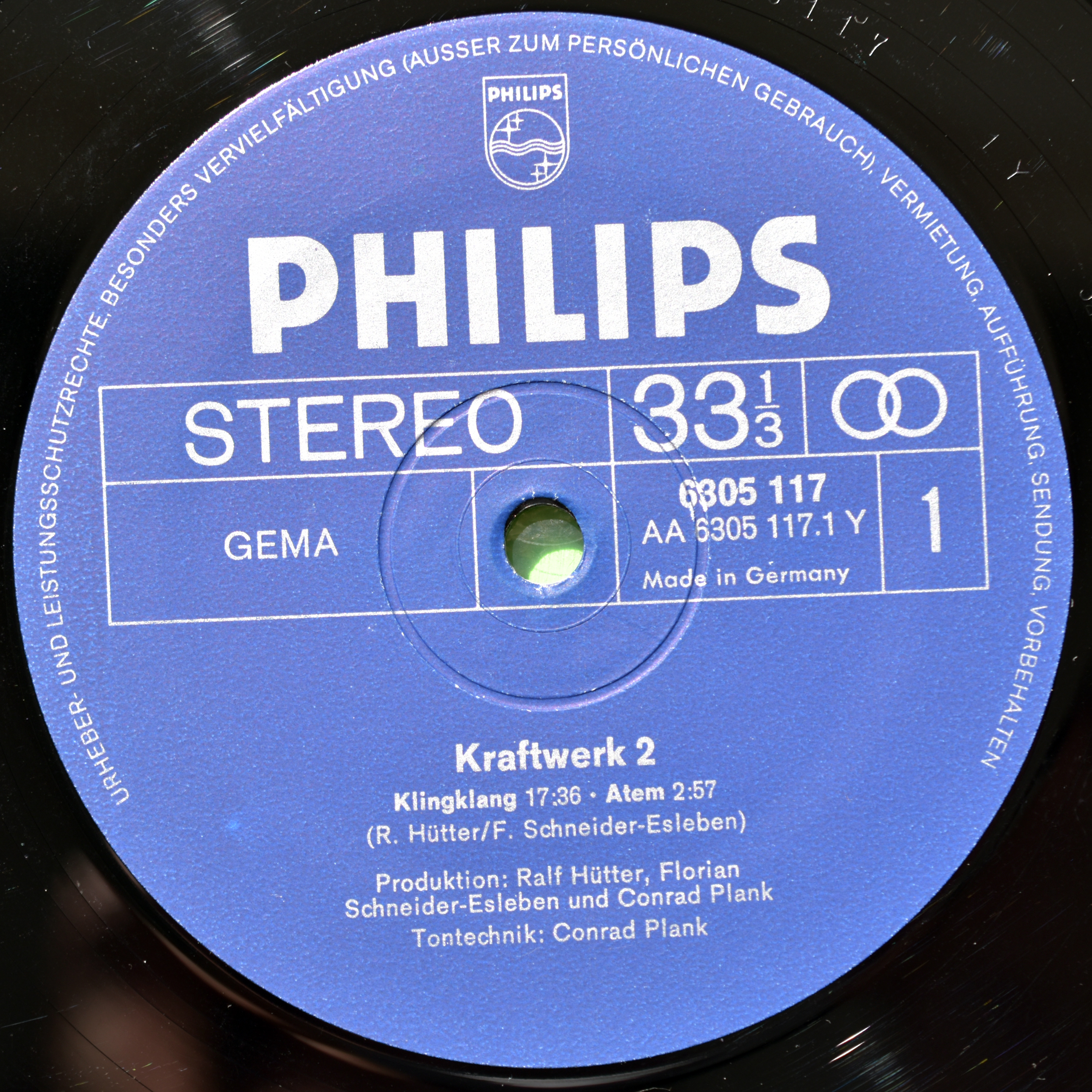
Kraftwerk, Kraftwerk 2

Philips is een Nederlands platenlabel dat tegenwoordig een voornamelijk slapend bestaan leidt.

## Geschiedenis
In 1951 werd het label geïntroduceerd als huismerk van Philips Phonografische Industrie N.V. (PPI), een dochteronderneming van de Koninklijke Philips. De marketing en verkoop van de Philips-uitgaven was ondergebracht bij Phonogram Records. Op het label kwamen in eerste instantie alleen eigen opnamen uit. 
In 1951 sloot Philips een overeenkomst voor het uitwisselen van opnamen af met het Amerikaanse Columbia Records. Hierdoor kwam vanaf 1952 materiaal van Columbia in Nederland op het Philipslabel uit en deed Columbia hetzelfde met Philipsopnamen in de Verenigde Staten, maar dan op het Epic Records label. In 1957 werd ook het dochterlabel Fontana Records gelanceerd.
In 1961 besloot CBS Corporation, het moederbedrijf van het label Columbia, dat het voortaan zijn uitgaven buiten de VS onder het eigen CBS-merk uit wilde geven. Om toegang tot de Amerikaanse markt te behouden, nam de Amerikaanse tak van Philips vervolgens de Mercury Recording Corporation over. Door deze overname konden platen in de VS nu ook op het Philipslabel worden uitgebracht.
Vrij snel hierna bundelde Philips Phonografische Industrie N.V. (PPI) haar krachten met het Duitse Deutsche Grammophon GmbH, dat eigendom was van Siemens & Halske AG. Inmiddels was Philips een groot internationaal merk geworden en werden wereldwijd platen uitgebracht op het Philipslabel. In 1971 gingen PPI en Deutsche Grammophon nauwer samenwerken en ontstond PolyGram.
In het begin van de jaren tachtig werden de activiteiten in het klassieke genre voor het Philipslabel gecentraliseerd en ondergebracht bij Philips Classics Productions.
Na de uitvinding van de compact disc in 1982 was Philips een van de eerste labels waarvan uitgaven op cd verschenen. Digitale opnamen werden echter al sinds 1978 gemaakt. Deze verschenen toen nog op lp en werden nu opnieuw uitgebracht op cd. Daarnaast werden oudere opnamen geremasterd voor uitgave op cd.
Sinds het begin van de jaren negentig is er geen popmuziek meer op het label Philips uitgebracht. Alle popactiviteiten van Phonogram werden overgeheveld naar de labels Mercury en Fontana. Wel werden er nog enige jaren klassieke uitgaven op het Philipslabel uitgebracht.
Na de overname van PolyGram door de Universal Music Group werd het Philipslabel onderdeel van de Decca Music Group. Vandaag de dag wordt het label alleen nog gebruikt voor heruitgaven. Zo kwam in 2012 de Philips Original Jackets Collection uit, een boxset bestaande uit 55 cd's met historische opnamen die eerder separaat op het Philipslabel waren uitgebracht.

## Artiesten
- Claudio Arrau
- Beaux Arts Trio
- Blue Cheer
- Alfred Brendel
- Amsterdam Duo
- Colin Davis
- Antal Doráti (via Mercury Living Presence)
- Flame Dream
- Tom Erich
- The Four Seasons, ook als The Wonder Who?
- Valeri Gergiev
- Arthur Grumiaux
- Bernard Haitink
- Johnny Hallyday
- Bobby Hebb
- Alice Heksch
- Nap de Klijn

- Corry Brokken
- Conny Vandenbos
- Rob de Nijs
- Rob Hoeke
- Zoltán Kocsis
- Gidon Kremer
- Liesbeth List
- Paul Mauriat
- Mouth & MacNeal
- Gerry Mulligan
- The Shakin' Arrows
- Marianne Rosenberg
- Serendipity Singers
- Nina Simone
- Dusty Springfield
- The Swingle Singers
- Mitsuko Uchida
- Frankie Valli